# 杉戸西近隣公園
杉戸西近隣公園（すぎとにし きんりんこうえん）は埼玉県北葛飾郡杉戸町にある、北葛飾郡杉戸町が設置、管理・運営する公園である。

## 概要
この杉戸西近隣公園は杉戸高野台駅西方の土地区画整理のなされた住宅地に整備され、1986年（昭和61年）5月1日に開園した公園である。敷地面積としては38881㎡を有している。園内にはテニスコートや軟式野球場およびゲートボール場が所在している。また中央園路、多目的広場・子ども広場なども設けられている。公園の東側を流下している大膳堀沿いには桜が植樹されており、春には見どころの一つとなる。

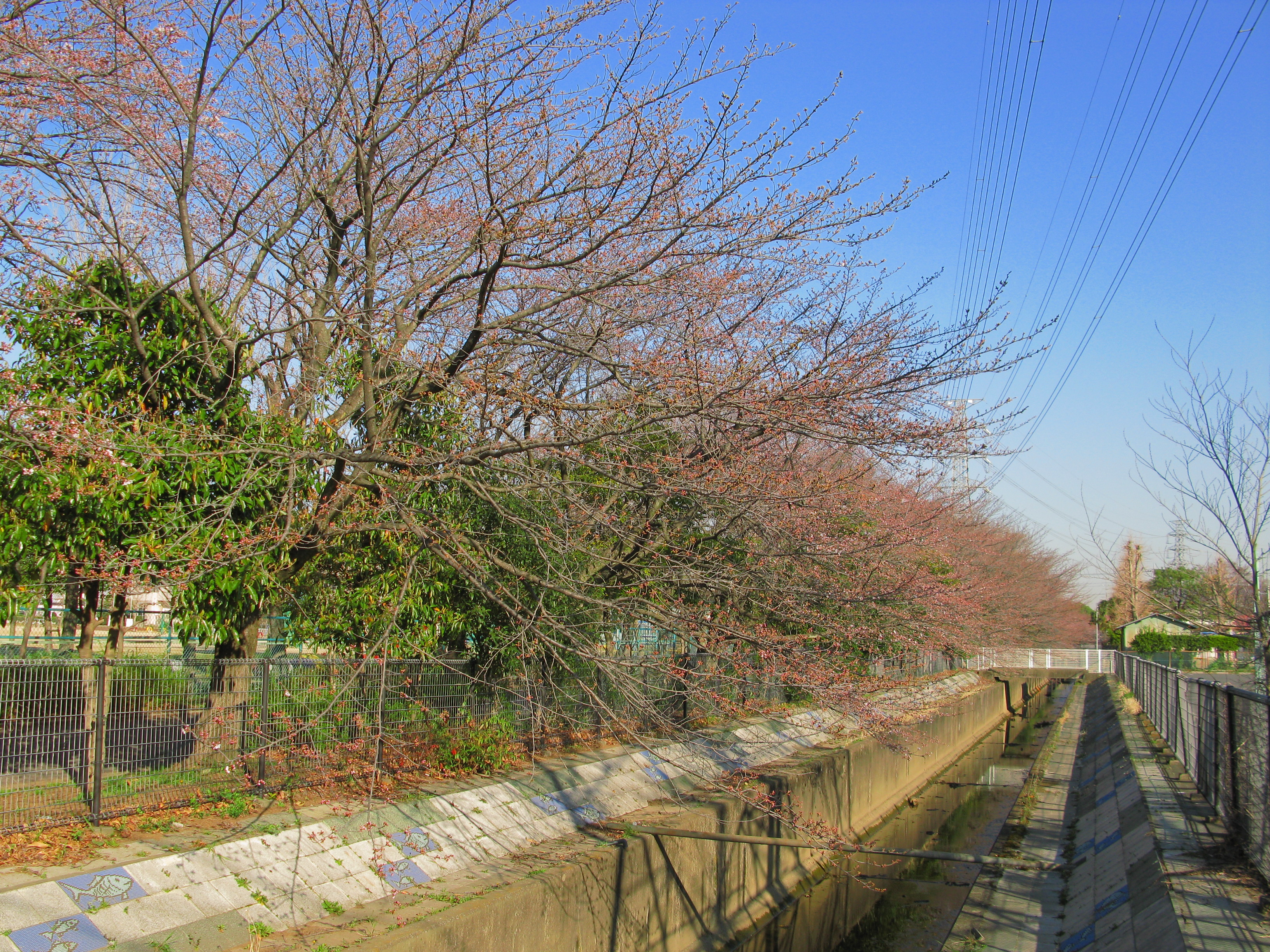
大膳堀沿いの桜並木 （2011年4月）

## 施設
- 軟式野球場
- テニスコート
- 多目的広場（4500㎡）
- 中央園路
- 子ども広場
- 複合遊具
- ゲートボール場
- ベンチ
- あずまや
- 駐車場
- 送電線鉄塔
- 植栽
- 大膳堀沿いの桜並木

## 所在地
- 〒345-0045
- 埼玉県北葛飾郡杉戸町高野台西4-1-3[2]

## 交通
- 杉戸高野台駅西口より大通り（遊歩道）沿いに西方へ徒歩にて約7分。（道程約400m）[3]

## 周辺
- 杉戸町立高野台小学校
- 大膳堀
- 杉戸高野台駅
- 東武日光線
- 日光街道（国道4号）
- 杉戸高野台郵便局
- 杉戸町西公民館
- 杉戸町立西幼稚園
- 杉戸町立西小学校
- 埼玉みずほ農業協同組合 高野支店
- 南側用水路
- 日光御成街道（埼玉県道65号さいたま幸手線）
- 大落古利根川
- 宮代町総合運動公園（ぐるる宮代）
- 昌平中学・高等学校
- 八幡神社